# Polonia Chodzież
Polonia Chodzież – polski klub piłkarski z siedzibą w Chodzieży, założony w 1924 roku.

## Historia
- Do ligowych rozgrywek piłkarskich Polonia przystąpiła w 1927 roku. Początkowo grała w klasie C, a później na przemian w klasach B i A.  Jeszcze pod koniec lat dwudziestych doszło do połączenia Polonii z innym klubem chodzieskim "Spójnia".
- Po wojnie w 1945 roku, swój pierwszy mecz Polonia rozegrała z zespołem czerwonoarmistów.
- Do 1953 roku piłkarze grają na przemian w klasie B i A.
- W 1955 Polonia awansuje do III ligi (wówczas liga okręgowa), a trenerem zostaje Piotr Vogel z Węgier.
- Lata 1955-1956 to okres największych sukcesów futbolistów. W tym okresie Polonia jest rewelacją Pucharu Polski dochodząc do 1/16 finału. Po drodze eliminowała kolejno: I seria eliminacyjna: Polonia Chodzież – Unia Racibórz 1-0; II seria eliminacyjna: Mazur Ełk – Polonia Chodzież 1-2, 1/16 finału: Polonia Chodzież – Polonia Warszawa 0-4.
- Ponowny awans do III ligi (wówczas była to liga okręgowa) nastąpił w 1961 roku, i na tym szczeblu rozgrywek Polonia pozostała do 1963 roku.

Do historii polskiego futbolu przeszedł rekordowy wynik meczu Olimpia Poznań – Polonia Chodzież 26-0.
- W 1988 roku oddano do użytku nowy stadion miejski, użytkowany przez Polonię. Wcześniej klub korzystał z boiska przy ul. Zwycięstwa.
- W 1989 roku, Polonia ponownie awansowała do III ligi i grała tam przez kolejnych 5 sezonów.
- W sezonie 1996/1997 klub nosił nazwę Polonia-Intrat, a wspierał go Waldemar Buller. Sportowo był to dość dobry okres, ale pozostały po nim długi, w wyniku których w sezonie 1997/1998 nastąpił spadek do IV ligi.

### Sukcesy
- Występy w III lidze
- 1/16 finału Pucharu Polski w 1955
- 1/8 finału Pucharu Polski w 1992
- 2 miejsce trampkarzy młodszych w okręgu  w 2009
- 1 miejsce trampkarzy młodszych w SOFOREK CUP 2009
- 1 miejsce trampkarzy młodszych w okręgu  w 2010

## Inne sekcje działające dawniej w klubie
- koszykówka
- lekkoatletyka
- piłka ręczna
- siatkówka
- szachy
- tenis stołowy (w latach 60. XX w. grała kilka sezonów w I lidze)
- żeglarstwo